# Unterseeboot 354
Le Unterseeboot 354 (ou U-354) est un sous-marin allemand (U-Boot) de type VII.C utilisé par la Kriegsmarine (marine de guerre allemande) pendant la Seconde Guerre mondiale.

## Construction
L'U-354 est un sous-marin océanique de type VII C. Construit dans les chantiers de Flensburger Schiffbau-Gesellschaft à Flensbourg, la quille du U-354 est posée le 15 avril 1940 et il est lancé le 10 janvier 1942. L'U-354 entre en service trois mois plus tard.

## Historique
Mis en service le 22 avril 1942, l'Unterseeboot 354 et son équipage effectuent leur formation à Kiel au sein de la 5. Unterseebootsflottille jusqu'au 30 septembre 1942, puis l'U-354 rejoint une unité de combat dans la 1. Unterseebootsflottille à la base sous-marine de La Rochelle. À partir du 15 octobre 1942, il est affecté dans la 11. Unterseebootsflottille à Bergen et à partir du 1er juin 1943 dans la 13. Unterseebootsflottille à Drontheim.
L'Unterseeboot 354 effectue onze patrouilles dans lesquelles il coule un navire de guerre de 1 300 tonnes et un navire marchand ennemi de 7 176 tonneaux et endommage un navire marchand de 3 771 tonneaux et un navire de guerre de manière irrécupérable de 11 420 tonnes au cours de ses 363 jours en mer.
En vue de sa première patrouille, l'U-354 appareille de Kiel sous les ordres du Kapitänleutnant Karl-Heinz Herbschleb le 10 octobre 1942 ; il arrive quatre jours plus tard, le 13 octobre 1942, à Bergen. Trois jours plus tard, il reprend la mer et atteint le 20 octobre 1942 le port de Skjomenfjord.
Sa première patrouille commence à Skjomenfjord le 29 octobre 1942. Après 33 jours en mer et un navire marchand coulé de 7 176 tonneaux, il arrive à Narvik le 30 novembre 1942.
Après sept patrouilles à bord de l'U-354, le Kapitänleutnant Karl-Heinz Herbschleb cède le commandement de l'U-354 le 22 février 1944 au profit de l'Oberleutnant zur See Hans-Jürgen Sthamer. Ce dernier effectue quatre patrouilles supplémentaires avec l'U-354.
Pour sa onzième et ultime patrouille, l'U-354 quitte le port de Narvik le 21 août 1944. Le lendemain, il attaque un convoi et endommage de manière irrécupérable un navire de guerre ennemi de 11 420 tonneaux et coule un autre navire de guerre de 1 300 tonnes. Après quatre jours en mer, l'U-354 coule le 24 août 1944 dans la mer de Barents au nord-est du Cap Nord à la position géographique de 72° 49′ N, 30° 41′ E par des charges de profondeur lancées des sloops britanniques Mermaid  et Peacock, de la frégate britannique Loch Dunvegan et du destroyer britannique Keppel. 
Les cinquante-et-un membres d'équipage meurent dans cette attaque.

## Affectations
- 5. Unterseebootsflottille à Kiel du 22 avril au 30 septembre 1942 (entrainement).
- 1. Unterseebootsflottille à La Pallice du 1er au 14 octobre 1942 (service actif).
- 11. Unterseebootsflottille à Bergen du 15 octobre 1942 au 31 mai 1943 (service actif).
- 13. Unterseebootsflottille à Drontheim du 1er juin 1943 au 24 août 1944 (service actif).

## Commandements
- Kapitänleutnant Karl-Heinz Herbschleb du 22 avril 1942 au 22 février 1944
- Oberleutnant zur See Hans-Jürgen Sthamer du 22 février au 24 août 1944

## Patrouilles
|       | Commandant                   | Départ           | Départ          | Arrivée           | Arrivée      | Jours     | Succès   |
| ----- | ---------------------------- | ---------------- | --------------- | ----------------- | ------------ | --------- | -------- |
|       | Kptlt. Karl-Heinz Herbschleb | 10 octobre 1942  | Kiel            | 13 octobre 1942   | Bergen       | 4 jours   |          |
|       | Kptlt. Karl-Heinz Herbschleb | 17 octobre 1942  | Bergen          | 20 octobre 1942   | Skjomenfjord | 4 jours   |          |
| 1     | Kptlt. Karl-Heinz Herbschleb | 29 octobre 1942  | Skjomenfjord    | 30 novembre 1942  | Narvik       | 33 jours  | 7 176    |
| 2     | Kptlt. Karl-Heinz Herbschleb | 19 décembre 1942 | Narvik          | 15 janvier 1943   | Narvik       | 28 jours  |          |
|       | Kptlt. Karl-Heinz Herbschleb | 18 janvier 1943  | Narvik          | 20 janvier 1943   | Trondheim    | 3 jours   |          |
| 3     | Kptlt. Karl-Heinz Herbschleb | 11 mars 1943     | Trondheim       | 4 avril 1943      | Narvik       | 25 jours  |          |
|       | Kptlt. Karl-Heinz Herbschleb | 28 avril 1943    | Narvik          | 30 avril 1943     | Hammerfest   | 3 jours   |          |
| 4     | Kptlt. Karl-Heinz Herbschleb | 9 mai 1943       | Hammerfest      | 12 juin 1943      | Narvik       | 35 jours  |          |
|       | Kptlt. Karl-Heinz Herbschleb | 13 juin 1943     | Narvik          | 15 juin 1943      | Trondheim    | 3 jours   |          |
|       | Kptlt. Karl-Heinz Herbschleb | 25 juillet 1943  | Trondheim       | 27 juillet 1943   | Skjomenfjord | 3 jours   |          |
| 5     | Kptlt. Karl-Heinz Herbschleb | 4 août 1943      | Skjomenfjord    | 22 septembre 1943 | Narvik       | 50 jours  | 3 771    |
| 6     | Kptlt. Karl-Heinz Herbschleb | 22 octobre 1943  | Narvik          | 23 octobre 1943   | Tromsö       | 2 jours   |          |
| →     | Kptlt. Karl-Heinz Herbschleb | 25 octobre 1943  | Tromsö          | 6 décembre 1943   | Hammerfest   | 43 jours  |          |
| 7     | Kptlt. Karl-Heinz Herbschleb | 7 décembre 1943  | Hammerfest      | 1er janvier 1944  | Narvik       | 26 jours  |          |
|       | Kptlt. Karl-Heinz Herbschleb | 3 janvier 1944   | Narvik          | 4 janvier 1944    | Trondheim    | 2 jours   |          |
|       | Oblt. Hans-Jürgen Sthamer    | 2 mars 1944      | Trondheim       | 5 mars 1944       | Narvik       | 4 jours   |          |
| 8     | Oblt. Hans-Jürgen Sthamer    | 8 mars 1944      | Narvik          | 12 avril 1944     | Narvik       | 36 jours  |          |
| 9     | Oblt. Hans-Jürgen Sthamer    | 18 avril 1944    | Narvik          | 3 mai 1944        | Narvik       | 16 jours  |          |
|       | Oblt. Hans-Jürgen Sthamer    | 6 mai 1944       | Narvik          | 10 mai 1944       | Bergen       | 5 jours   |          |
|       | Oblt. Hans-Jürgen Sthamer    | 24 juin 1944     | Bergen          | 28 juin 1944      | Bogenbucht   | 5 jours   |          |
| 10    | Oblt. Hans-Jürgen Sthamer    | 30 juin 1944     | Bogenbucht (de) | 3 juillet 1944    | Tromsö       | 4 jours   |          |
| →     | Oblt. Hans-Jürgen Sthamer    | 4 juillet 1944   | Tromsö          | 28 juillet 1944   | Narvik       | 25 jours  |          |
| 11    | Oblt. Hans-Jürgen Sthamer    | 21 août 1944     | Narvik          | 24 août 1944      | Coulé        | 4 jours   | 12 720   |
| Total | Total                        | Total            | Total           | Total             | Total        | 363 jours | 23 667 t |

Note : Oblt. = Oberleutnant zur See - Kptlt. = Kapitänleutnant

### Opérations Wolfpack
L'U-354 a opéré avec les Wolfpacks (meute de loups) durant sa carrière opérationnelle:
1. Eisbär (27 mars 1943 - 1er avril 1943)
2. Wiking (4 août 1943 - 15 septembre 1943)
3. Eisenbart (1er novembre 1943 - 4 décembre 1943)
4. Eisenbart (8 décembre 1943 - 28 décembre 1943)
5. Boreas (9 mars 1944 - 10 mars 1944)
6. Hammer (10 mars 1944 - 5 avril 1944)
7. Donner (5 avril 1944 - 11 avril 1944)
8. Donner & Keil (20 avril 1944 - 2 mai 1944)
9. Trutz (22 août 1944 - 24 août 1944)

## Navires coulés
L'Unterseeboot 354 a coulé un navire de guerre de 1 300 tonnes et un navire marchand ennemi de 7 176 tonneaux et a endommagé un navire marchand de 3 771 tonneaux et un navire de guerre de manière irrécupérable de 11 420 tonnes au cours des 11 patrouilles (327 jours en mer) qu'il effectua.
| Date            | Nom du navire         | Nationalité | Tonnage | Convoi | Fait                      |
| --------------- | --------------------- | ----------- | ------- | ------ | ------------------------- |
| 4 novembre 1942 | William Clark         | États-Unis  | 7 176   |        | Coulé                     |
| 27 août 1943    | Petrovskij            | Chine       | 3 771   |        | Endommagé                 |
| 22 août 1944    | HMS Nabob (D77)       | Royaume-Uni | 11 420  |        | Endommagé - Irrécupérable |
| 22 août 1944    | HMS Bickerton (K 466) | Royaume-Uni | 1 300   |        | Coulé                     |

### Source et bibliographie
- (en) Cet article est partiellement ou en totalité issu de l’article de Wikipédia en anglais intitulé « German submarine U-354 » (voir la liste des auteurs).
- Chris Bishop, historien militaire (trad. de l'anglais par Christian Muguet), Les sous-marins de la Kriegsmarine : 1939-1945 : le guide d'identification des sous-marins [« The spellmount submarine identification guide : Kriegsmarine U-boats 1939-1945 »], Paris, Éd. de Lodi, 2008, 192 p. (ISBN 978-2-84690-327-1, OCLC 470721805, BNF 41298980)